# هرمن زومرس
هرمن زومرس (انگلیسی: Herman Zomers؛ ۱۹ نوامبر ۱۹۱۲ – ۱۹ ژوئن ۱۹۵۹) بازیکن فوتبال اهل اندونزی بود.
وی همچنین در تیم ملی فوتبال هند شرقی هلند بازی کرده‌است.